# Pontault-Combault
Pontault-Combault je vzhodno predmestje Pariza in občina v osrednjem francoskem departmaju Seine-et-Marne regije Île-de-France. Leta 1999 je naselje imelo 32.886 prebivalcev.

## Geografija
Kraj leži v osrednji Franciji ob reki Morbras, 30 km severno od Meluna, 22 km vzhodno od središča Pariza.

## Administracija
Pontault-Combault je sedež istoimenskega kantona, vključenega v okrožje Torcy.

## Zgodovina
Občina Pontault-Combault je bila ustanovljena 1839 z združitvijo občin Pontaulta (Pontelz) in Combaulta (Combellis). Pred tem se je k Pontaultu v času francoske revolucije priključila tudi občina Berchères.

## Znamenitosti
- cerkev sv. Dionizija iz 13. stoletja,
- Château de Combault (15. stoletje),
- Château Candalle (prenovljen v 19. stoletju),
- Château du Bois La Croix .

## Pobratena mesta
- Anyama (Slonokoščena obala),
- Beilstein (Nemčija),
- Caminha (Portugalska),
- Rădăuţi (Romunija).